# ليرة لومباردية فينيسية
الليرة النمساوية (أو الليرة؛ الجمع: ليرة) كانت عملة مملكة لومباردي-فينيسيا.

## التاريخ
كانت الليرة مصنوعة من 4.33 جرام من الفضة (بدرجة نقاء 9/10). وكانت ستة ليرات تساوي السكودو الذي كان يعادل عملة ستالر النمساوية، وهذا يعني انه لم يكن لها علاقة بالعملات السابقة: الليرة البندقية والسكودو الميلاني . قُسمت الليرة إلى 100 سنت. كانت العملات المعدنية تُسك في ميلانو والبندقية وفيينا.
لم تتمكن النمسا من إنتاج العملة الجديدة على الفور عندما استولت على الإقليم عام 1814 نتيجة للعواقب الوخيمة التي خلفتها الحرب. لذا بقيت الليرة الإيطالية النابليونية عملة قانونية لمدة ثماني سنوات بعد سقوط مخترعها. لم يكن الإصدار الأول للعملة النمساوية ممكناً حتى عام 1822. كانت قيمة الليرة الجديدة أقل من قيمة نظيراتها الفرنسية والإيطالية التي كانت تزن 5 غرامات.
أوقفت الحكومة اللومباردية المؤقتة إنتاج الليرة لفترة وجيزة خلال ثورات عام 1848، وسكّت بدلاً من ذلك عملة معدنية خاصة بقيمة خمس ليرات إيطالية. وخفضت وزن العملات النحاسية بعد الثورات واستعادة المعيار النقدي النمساوي. وقد تغير الاسم الموجود على هذه العملات (الأكثر شعبية في التداول)لأغراض سياسية، وذلك من مملكة لومباردي-فينيسيا إلى الإمبراطورية النمساوية.
عندما تحولت النمسا الكبرى إلى النظام العشري عام 1857 لم يؤثر التغيير على المملكة بشكل مباشر، حيث سُكت الليرة النمساوية القديمة مرة أخرى عام 1858. وبعد عام 1862 عند خسارة لومباردي لصالح الدولة الإيطالية الناشئة، اعتمدت الأجزاء المتبقية من الأراضي النمساوية العملة العامة للإمبراطورية. أصبح الفلورين اللومباردي الفينيسي (المعادل للفلورين النمساوي المجري) الوحدة الأساسية للعملة وقُسِّم إلى 100 سولدي واُنتجت وحدات فرعية فقط خصيصًا لمقاطعة البندقية. ومن الغريب أن كلمة لومباردي-فينيسيا ظهرت من جديد على هذه العملات كعلامة على الانتقام من لومباردي المفقودة.

## العملات المعدنية

### العملات النحاسية
- 1 سنتيمو
  - الوزن: 1.75 جرام
  - النوع 1852: 1.09 جرام
- 3 سنتيمي
  - الوزن: 5.25 جرام
  - النوع 1852: 3.28 جرام
- 5 سنتيمي
  - الوزن: 8.75 جرام
  - النوع 1852: 5.47 جرام
- 10 سنتيمي
  - الإصدار الوحيد: 1852
  - النوع 1852: 10.94 جرام
- 15 سنتيمي
  - الإصدار الوحيد: 1852
  - النوع 1852: 16.04 جرامًا

### العملات الفضية
- ربع ليرة
  - القيمة: 25 سنتًا
  - النقاء: 6/10
  - الوزن: 1.62 جرام
- نصف ليرة
  - النقاء: 9/10
  - الوزن: 2.17 جرام
- ليرة واحدة نمساوية
  - النقاء: 9/10
  - الوزن: 4.33 جرام
- فيورينو واحد
  - القيمة: 3 جنيهات إسترلينية
  - النقاء: 9/10
  - الوزن: 12.99 جرامًا
- سكودو واحد
  - القيمة: 6 جنيهات إسترلينية
  - النقاء: 9/10
  - الوزن: 25.99 جرامًا

### العملات الذهبية
- نصف سوفرانو
  - القيمة: 20 جنيهًا إسترلينيًا
  - النقاء: 9/10
  - الوزن: 5.67 جرام
- 1 سوفرانو
  - القيمة: 40 جنيهًا إسترلينيًا
  - النقاء: 9/10
  - الوزن: 11.33 جرامًا